# بریتیش لاین فیلمز

لوگو شرکت، ۱۹۷۱

بریتیش لاین فیلمز (انگلیسی: British Lion Films) یک شرکت فیلم‌سازی و توزیع فیلم در بریتانیا است.
این شرکت در سال ۱۹۱۹ میلادی تأسیس شده و تولیدکننده ۱۷۰ فیلم و توزیع‌کننده ۲۳۲ فیلم بوده است.

## بخشی از فیلم‌های تولید کرده یا توزیع کرده
- جایی که خدمت می‌کنیم (۱۹۴۲)
- آنا کارنینا (۱۹۴۸)
- Elizabeth of Ladymead (۱۹۴۸)
- بت سقوط‌کرده (۱۹۴۸)
- Spring in Park Lane (۱۹۴۹)
- مرد سوم (۱۹۴۹)
- The Small Back Room (1949) (A/LF)
- Chance of a Lifetime (۱۹۵۰)
- The Wooden Horse (۱۹۵۰)
- Gone to Earth (1950) (A/LF)
- The Happiest Days of Your Life (1950) (I)
- The Elusive Pimpernel (1951) (A/LF)
- Outcast of the Islands (۱۹۵۱)
- The Tales of Hoffmann (1951) (A/LF)
- They Who Dare (۱۹۵۴)
- The Constant Husband (1955) (I)
- Geordie (1956) (I)
- The Bridal Path (۱۹۵۹)
- من خوبم جک (۱۹۵۹)
- Carlton-Browne of the F.O. (۱۹۵۹)
- Expresso Bongo (۱۹۶۰)
- سرگرم‌ساز (۱۹۶۰)
- سالار مگس‌ها (۱۹۶۳)
- Heavens Above! (۱۹۶۳)
- He Who Rides a Tiger (۱۹۶۵)
- The Family Way (۱۹۶۶)
- دختری سوار بر موتورسیکلت (۱۹۶۸)
- Loot (۱۹۷۰)
- I, Monster (۱۹۷۱)
- شب بی‌پایان (۱۹۷۲)
- مرد حصیری (۱۹۷۳)
- حالا نگاه نکن (۱۹۷۳)
- A Doll's House (۱۹۷۳)
- The Internecine Project (۱۹۷۴)
- Who? (۱۹۷۴)
- The Land That Time Forgot (۱۹۷۵)
- Conduct Unbecoming (۱۹۷۵)
- Ransom (۱۹۷۵)
- The Man Who Fell to Earth (۱۹۷۶)
- نیکلودئون (۱۹۷۶)
- At the Earth's Core (۱۹۷۶)
- The Wicker Tree (2011)

A = پاول و پرسبرگر

I = Individual Pictures

LF = لاندن فیلمز